# Radków
Radków este un oraș în Polonia.

## Personalități marcante
- Wolfgang Stumph, actor și cabaretist german